# 周坤仁
周坤仁（1937年9月—），江苏丹阳人；1956年1月入伍参加中国人民解放军；中国人民解放军政治学院基本系毕业，海军上将军衔。已退役。

## 简历
1956年1月入伍，参加中国人民解放军，进入海军部队。1956年1月至1957年1月，在海军东海舰队后勤部卫生部卫训队学习，学成后分配至东海舰队护卫舰第六支队（今驱逐舰六支队）直属队任卫生员。1959年4月周坤仁被调至水面舰艇，为护卫舰六支队16大队开封号轻型护卫舰（原英国花级轻型护卫舰，舷号213）上任卫生员、后升任助理军医、军医。1960年5月，加入中国共产党1967年3月升任该舰副政委。1969年4月周坤仁调任东海舰队护卫舰六支队17大队洛阳号轻型护卫舰（原澳大利亚造英国巴瑟斯特级远洋扫雷舰，舷号53-220以纪念毛泽东主席1953年2月20日乘坐该舰）副政委、政委。
1976年6月至1978年8月，升任东海舰队护卫舰六支队17大队副政委、政委。1978年8月至1981年6月，调任海军东海舰队政治部干部部副部长，1980年1月，进入中国人民解放军政治学院基本系进修学习，1981年8月毕业回东海舰队继续任职。1981年6月调任东海舰队登陆舰五支队副政治委员。1983年3月调任东海舰队潜艇42支队政委。1984年8月升任海军东海舰队政治部副主任，1985年8月升任海军东海舰队政治部主任。1985年9月进入中共中央党校省部级干部进修班学习，至1986年3月毕业回东海舰队继续任职。
1987年1月，进入海军总部，任海军政治部副主任。期间1990年进入中国人民解放军国防大学学习，6月毕业后调任南海舰队政委，1992年11月起任海军副政委，同时兼任南海舰队政委。1993年1月不再兼任南海舰队政委。1993年11月，升任海军政治委員，成为海军第七任政委。
1995年7月，调入总后勤部，担任总后勤部政治委員，成为总后勤部第八任政委。2002年10月退出现役，2003年3月当选第十届全国人大常委会委员、全国人大法律委员会副主任委员。